# Marabo (Magazin)
Marabo war ein 1978 in Bochum gegründetes Stadtmagazin für das Ruhrgebiet, das sein Erscheinen 2005 in Essen einstellte.

## Publikationsgeschichte
Von Günter Macho und Christian Hennig 1978 in Bochum gegründet, erschien das Heft von 1979 bis 2001 monatlich als Marabo-Magazin – Themen, Tips, Termine bei der Bochumer Bolero-Verlags- und Produktionsgesellschaft und wurde ruhrgebietsweit verbreitet. Zwischenzeitlich wechselte es zur Andromeda-GmbH und zum Nordis-Verlag, beide in Essen. Der vollständige Titel lautete von Nr. 1/1982 bis Nr. 7/2005: Marabo – Magazin fürs Ruhrgebiet. Kultur, Freizeit und Politik im Ruhrgebiet; 2001 wurde es von der Merlin Medien GmbH Essen 2001 übernommen.
Bis zum Verlagswechsel war Christian Hennig der Chefredakteur, dann löste ihn Peter Krauskopf ab, der für das Magazin über 20 Jahre lang als Filmredakteur und Gastronomiekritiker tätig gewesen war.
Die letzte Ausgabe war die Juli-Ausgabe 2005.

## Bedeutung
Das Marabo begründete in seinem Verbreitungsgebiet eine im Kontrast zum beherrschenden WAZ-Konzern stehende Tradition von investigativen, sozialen, völkerkundlichen und komischen Reportagen, als deren Vertreter Werner Schmitz, Kurt Schrage und Thomas Meiser gelten.